# Ernst Halbmayer
Ernst Halbmayer (* 26. Jänner 1966 in Krems an der Donau) ist ein österreichischer an der Philipps-Universität Marburg tätiger Kultur- und Sozialanthropologe und Ethnologe.

## Leben
Ernst Halbmayer studierte Soziologie und Kultur- und Sozialanthropologie an der Universität Wien. 1991–1992 führte er erste Feldforschungen bei den Yukpa in Venezuela durch und promovierte 1997 bei Andre Gingrich in Kultur- und Sozialanthropologie mit einer Arbeit über die Prinzipien der Sozialorganisation bei den Yukpa. Zwischen 1992 und 1997 war er für die österreichische Gesellschaft für bedrohte Völker aktiv, u. a. als Vorstandsmitglied. Von 1994 bis 1998 war er Assistent am Institut für Soziologie der Universität und freier Mitarbeiter am Ludwig-Boltzmann Institut für Medizin- und Gesundheitssoziologie unter der Leitung von Jürgen Pelikan. Von 1999 bis 2002 war er APART-Stipendiat der Österreichischen Akademie der Wissenschaften und arbeitete an einer vergleichenden Untersuchung Carib-sprechender Gruppen in Südamerika u. a. am Laboratoire d’Anthropologie sociale in Paris und am Department for Anthropology der University of Wisconsin-Madison. 2008 habilitierte er sich mit der Habilitationsschrift Variationen des Multiversums. Weltdifferenzierung und Kommunikation bei den heutigen Carib-sprechenden Indianern und wurde im selben Jahr zum Universitätsprofessor am Institut für Vergleichende Kulturforschung der Philipps-Universität Marburg und Leiter der völkerkundlichen Sammlung in Nachfolge von Mark Münzel berufen. 2015/16 war er Senior Fellow der European Institutes for Advanced Studies (EURIAS) am Collegium de Lyon. Er ist Direktoriumsmitglied des Marburger Zentrums für Konfliktforschung und geschäftsführender Direktor des Instituts für Vergleichende Kulturforschung.

## Forschungsschwerpunkte
Zu den Forschungsschwerpunkten von Ernst Halbmayer gehört der circum-karibische Raum, wo er ausgedehnte Feldforschungen in Venezuela und Kolumbien und kürzere in Französisch Guiana, Suriname, Guyana, Panama, Costa Rica und Kuba durchgeführt hat. Zentrale Arbeitsbereiche umfassen indigene Modernitäten in Lateinamerika, die Sozialorganisation und Kosmologie Carib- und Chibcha-sprechender indigener Gruppen, sowie die Umwelt- und Konfliktanthropologie.